# Aião
 (août 2019).
Aião est une paroisse civile de la municipalité de Felgueiras, (district de Porto, Portugal) :
- Habitants : 908 (2001).
- Superficie : 2,89 km².[réf. nécessaire]
- Densité : 314,2 habitants/km².

## Organes de la paroisse
- L'assemblée de paroisse est présidée par Helena Alberta Fernandes Pereira (groupe" PS").
- Le conseil de paroisse est présidé par Vicente Manuel Faria Fernandes (groupe "PS").